# Tamim Ansary
Mir Tamim Ansary (* 4. November 1948 in Kabul) ist ein afghanisch-amerikanischer Schriftsteller und Historiker.

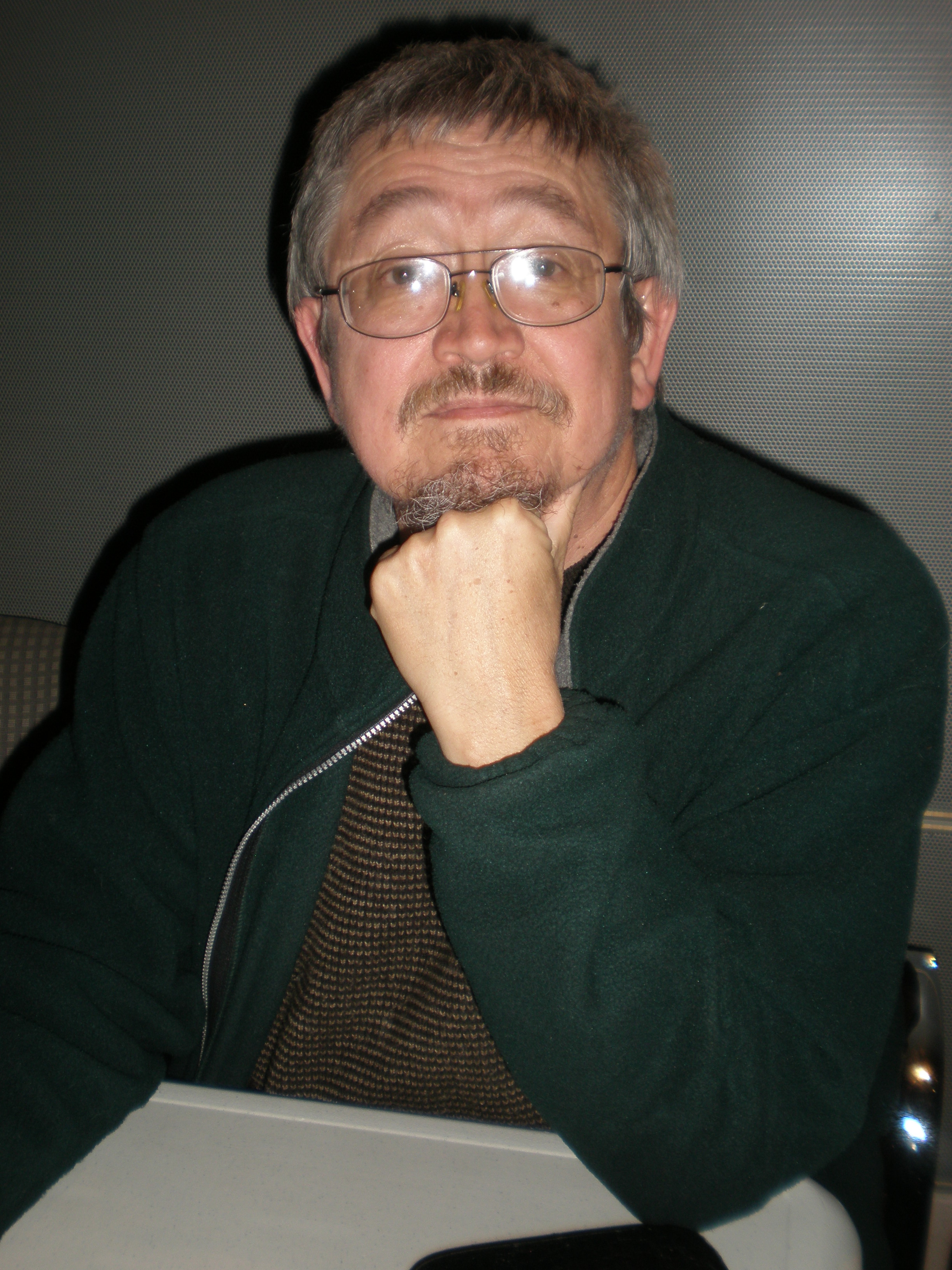
Tamim Ansary, 2008

## Leben
Tamim Ansarys afghanischer Vater war Dozent an der Universität Kabul, seine amerikanische Mutter unterrichtete Englisch an der ersten Mädchenschule Afghanistans. Mit einem Stipendium zum Besuch einer High School in Colorado zog Ansary 1964 in die USA. 1972 schloss er sein Studium am Reed College in Portland (Oregon) ab. Danach arbeitete er als Redakteur einer alternativen Wochenzeitung und als Autor eigener literarischer Versuche, später als Lektor in einem Verlag für Schulbücher. Ansary schrieb auch Sachbücher für Kinder, außerdem u. a einen Memoirenband und einen historischen Roman. Er betätigte sich als Autor für Microsoft Encarta und gab eine Anthologie junger afghanisch-amerikanischer Autoren heraus.
Eine zunächst an Freunde verschickte E-Mail brachte Ansary ungeahnte Bekanntheit: Zwei Tage nach den Anschlägen des 11. September 2001 reagierte er  auf die Bemerkung eines Rundfunkmoderators, es gelte nun, Afghanistan „in die Steinzeit zurückzubomben“: Mit trauriger Ironie bemerkte Ansary, diesen Zustand hätten die Taliban schon längst herbeigeführt. Die Taliban allerdings seien mit der afghanischen Bevölkerung nicht gleichzusetzen, hielten diese vielmehr in einer Art Geiselhaft, von der es sie zu befreien gelte. Vor allem aber müsse Afghanistan beim Wiederaufbau von Infrastruktur und Zivilgesellschaft geholfen werden.
2010 erschien auf Deutsch sein Buch Die unbekannte Mitte der Welt: Globalgeschichte aus islamischer Sicht, in dem Ansary den Versuch unternimmt, dem eurozentrischen Geschichtsmodell eine Alternative gegenüberzustellen.
Tamim Ansary lebt in San Francisco und ist neben seiner schriftstellerischen Arbeit auch als Dozent und Rundfunkkommentator aktiv.

## Werke
- West of Kabul, East of New York: An Afghan American Story (2003)
- Snapshots: This Afghan American Life (Hrsg., mit Yalda Asmatey, 2008)
- The Widow’s Husband (Roman, 2009)
- Destiny Disrupted: A History of the World through Islamic Eyes (2009)
  - Deutsch: Die unbekannte Mitte der Welt: Globalgeschichte aus islamischer Sicht. Campus, Frankfurt am Main 2010, ISBN 978-3-593-38837-3.
- Es ist nicht vorbei (Gastbeitrag für zeit.de, 21. August 2021)